# Herb gminy Białowieża
Herb gminy Białowieża – jeden z symboli gminy Białowieża, autorstwa Alfreda Znamierowskiego, ustanowiony 25 listopada 2011.

## Wygląd i symbolika
Herb przedstawia na tarczy w polu zielonym wieżę srebrną, nakrytą trójkątnym daszkiem, z dwoma oknami czarnymi i otwartą bramą, w której głowa żubra złota. Biała wieża nawiązuje do etymologii nazwy gminy. Głowa żubra to aluzja do żubrów Puszczy Białowieskiej. Dodatkowym nawiązaniem do Puszczy jest zielone pole herbu.

## Historia

Herb gminy Białowieża w latach 1990-2011

Już w XIX wieku na pałacu myśliwskim carów rosyjskich widniał znak, który utożsamiano z herbem miejscowości Białowieża. Przedstawiał tarczę przedzieloną skosem, na którym cztery głowy lwie, na prawo od pasa orzeł z herbu Imperium Rosyjskiego, trzymający trąbki myśliwskie w łapach, na lewo żubr stojący na murawie. Herb ten był w istocie znakiem jedynie carskiej rezydencji myśliwskiej. Pierwszy herb gmina uchwaliła w 1990 roku. Przedstawiał według ówczesnego Statutu wizerunek wieży i żubra w otoczce liści dębowych. Herb, zaprojektowany przez mieszkańca gminy, Bazylego Skiepkę, przyjęto § 1, pkt 4 Uchwały Nr III/20/90 Rady Gminy w Białowieży z dnia 20 lipca 1990 roku w sprawie Statutu Gminy Białowieża. Herb ten nie spełniał podstawowych wymogów sztuki heraldycznej – główne problemy to przesycenie symboliką, różne odcienie tego samego koloru, oraz elementy niedopuszczalne - wieniec z liści i nazwa gminy. Pierwsza krytyka herbu pochodzi już z 1997, a więc jeszcze przed powołaniem Komisji Heraldycznej. W związku z tym przystąpiono do prac nad poprawnym herbem, które zakończyły się w 2011 roku. Nowy herb zawiera w zasadzie całą symbolikę herbu poprzedniego (motyw drzew zastąpiony zielenią jako ogólnym symbolem przyrody) oraz jednocześnie spełnia normy heraldyki.